# 电梯惊魂 (2013年电影)
《电梯惊魂》是一部2013年的中國恐怖電影，由宁敬武執導。
影片講述了半岛医院的马护士意外惨死电梯间，引發了一连串恐怖事件的故事。